# Warren Tanner
Warren Tanner (ur. 9 grudnia 1980 r.) – kanadyjski narciarz dowolny. Najlepsze wyniki na mistrzostwach świata osiągnął podczas mistrzostw w Ruka i mistrzostw w Madonna di Campiglio, gdzie zajmował 6. miejsce w jeździe po muldach. Nie startował na igrzyskach olimpijskich. Najlepsze wyniki w Pucharze Świata osiągnął w sezonie 2005/2006, kiedy to zajął 35. miejsce w klasyfikacji generalnej, a w klasyfikacji jazdy po muldach był dziewiąty.

## Sukcesy

### Mistrzostwa Świata
| Miejsce | Dzień       | Rok  | Miejscowość          | Konkurencja                 | Zwycięzca                 |
| ------- | ----------- | ---- | -------------------- | --------------------------- | ------------------------- |
| 34.     | 31 stycznia | 2003 | Deer Valley          | Jazda po muldach            | Mikko Ronkainen           |
| 33.     | 1 lutego    | 2003 | Deer Valley          | Jazda po muldach podwójnych | Jeremy Bloom              |
| 6.      | 19 marca    | 2005 | Ruka                 | Jazda po muldach            | Nathan Roberts            |
| 17.     | 20 marca    | 2005 | Ruka                 | Jazda po muldach podwójnych | Toby Dawson               |
| 6.      | 9 marca     | 2007 | Madonna di Campiglio | Jazda po muldach            | Pierre-Alexandre Rousseau |
| 37.     | 10 marca    | 2007 | Madonna di Campiglio | Jazda po muldach podwójnych | Dale Begg-Smith           |

### Puchar Świata

#### Miejsca w klasyfikacji generalnej
- 1999/2000 – 57.
- 2000/2001 – 62.
- 2001/2002 – 138.
- 2002/2003 – -
- 2003/2004 – 108.
- 2004/2005 – 70.
- 2005/2006 – 35.
- 2006/2007 – 68.
- 2007/2008 – 42.
- 2008/2009 – 137.
- 2009/2010 – 98.

#### Miejsca na podium
1. Apex – 18 marca 2006 (Jazda po muldach) – 2. miejsce
2. Lake Placid – 18 stycznia 2008 (Jazda po muldach) – 1. miejsce

- W sumie 1 zwycięstwo 1 drugie miejsce.